# Nancy Spector
Nancy Spector (...) è la curatrice statunitense del Brooklyn Museum di New York. In precedenza è stata vice direttore e Chief Curator del Museo Solomon R. Guggenheim sulla Quinta Avenue a Manhattan.

## Biografia
Spector si è laureata con un B.A. in Filosofia al Sarah Lawrence College nel 1981. Ha ricevuto un M.A. dal Williams College nel 1984 e un Master of Philosophy in Storia dell'Arte presso la City University Graduate Center nel 1997. È stata curatrice del Guggenheim a partire dal 1989.  Al Solomon R. Guggenheim Museum di New York, ha organizzato mostre e retrospettive di artisti come Felix Gonzalez-Torres, Cremaster Cycle di Matthew Barney, Richard Prince, Louise Bourgeois, Marina Abramovic, Maurizio Cattelan e Tino Sehgal. Sotto il Deutsche Guggenheim di Berlino, Spector ha organizzato mostre di Andreas Slominski, Hiroshi Sugimoto, e Lawrence Weiner. 
Spector è stato curatore aggiunto della Biennale di Venezia del 1997 e co-curatore della prima Biennale di Berlino nel 1998. Nel 2007 è stata il Commissario degli Stati Uniti per la Biennale di Venezia, dove ha presentato una mostra di opere di Felix Gonzalez-Torres. Ha scritto saggi del catalogo per fiere presenti su Maurizio Cattelan, Luc Tuymans, Douglas Gordon, Tino Sehgal e Anna Gaskell, tra gli altri. 
Nel 2014, è stata nominata una delle 25 donne più importanti del mondo dell'arte da Artnet.  Inoltre, Forbes ha nominato Spector sui "40 Women to Watch Over 40" lista.